# سنجاب زمینی کوچک
سنجاب زمینی کوچک (نام علمی: Spermophilus pygmaeus) نام یک گونه از سرده دانه‌دوست‌ها است.